# Golf & Countryclub 't Kruisselt
Golf & Countryclub 't Kruisselt is een Nederlandse golfclub op het terrein van Hotel 't Kruisselt in De Lutte in Twente. De baan heeft een lengte van 1323 meter, er is water en er zijn enkele bunkers. De greens zijn van Penn A4 en gewoon struisgras. 